# كايل فلانغن
كايل فلانغن (بالإنجليزية: Kyle Flanagan)‏ هو لاعب هوكي الجليد أمريكي، ولد في 30 ديسمبر 1988 في كانتون في الولايات المتحدة.

## وصلات خارجية
- كايل فلانغن على موقع دوري الهوكي الوطني (الإنجليزية)
- كايل فلانغن على موقع EliteProspects.com (الإنجليزية)
- كايل فلانغن على موقع HockeyDB.com (الإنجليزية)